# Lainate
Lainate (Lainaa v milánském dialektu) je italské město v provincii Miláno. Žije zde 25 027 obyvatel.

## Znak
S největší pravděpodobností vznikl ve 14. století. Znakem města je horizontálně půlený štít. V horní části stojí v modrém poli z pravé strany bílý lev bořící červenou věž. Věž symbolizuje hradby města a jejich boření, jeho dobývání. V dolní polovině štítu jsou na červeném poli tři hrotem nahoru zalomené bílé pruhy. Po bocích štítu jsou dole italskou trikolorou svázané vavřínová a dubová ratolest. Nad štítem je umístěná stříbrná koruna s devíti viditelnými zuby. Koruna nad městským znakem byla přidána do znaku zároveň s povýšením na město.

## Historie

### První zmínka
Nejstarší doklady o existenci obce pocházejí z devátého století. Prvním je pergamen dílčí smlouvy, ve kterém je majetek uveden na cestě "Latenasca". Z rukopisu vyplývá, že milánský klášter sv. Ambrože už měl majetky na současném území města. Další smlouva vztahující se k prodeji pochází z roku 1012. V té době bylo pravděpodobně Lainate malé sídlo, postavené kolem kaple.

## Partnerská města
- Rosice, Česko